# Gericht auf dem Sendberg
Das Gericht auf dem Sendberg war eine mittelalterliche, bis gegen Ende des 13. Jahrhunderts genutzte Gerichtsstätte auf dem Sendberg (339 m ü. NN) bei Frielendorf im nordhessischen Schwalm-Eder-Kreis. 
Der Sendberg liegt etwa 1,5 Kilometer westlich von Frielendorf, unmittelbar südlich des Frielendorfer Ortsteils Welcherod und unmittelbar nördlich des Frielendorfer Ortsteils Todenhausen.

## Geschichte

### Ursprung als Zentgericht
Das Gericht, dessen Kompetenz sowohl die niedere als auch die hohe Gerichtsbarkeit umfasste, ging wahrscheinlich aus einem gleichnamigen Zentgericht hervor. (Auch fanden auf dem Sendberg Sendgerichte des bei Frielendorf gelegenen Chorherrenstifts Spieskappel und der Mainzer Erzbischöfe statt.) Es ist erstmals urkundlich genannt im Jahre 1233 als comecia in Semedinberge, und zwar als landgräflich-thüringisches Gericht. Landgraf Konrad von Thüringen, der von 1231 bis 1234 die Herrschaft über den hessischen Teil der Landgrafschaft Thüringen ausübte, befreite in diesem Jahr die in Leimsfeld im Sendberger Gerichtsbezirks befindlichen Güter des Chorherrenstifts Spieskappel von seiner Gerichtsbarkeit, behielt sich dabei jedoch die Blutgerichtsbarkeit weiterhin vor. Auch sollten die Kolonen weiterhin bei den regelmäßig dreimal im Jahr stattfindenden ungebotenen Dingen auf dem Sendberg erscheinen und zur Landfolge im Falle allgemeiner Not verpflichtet sein. Im Jahre 1235 bekräftigte Landgraf Konrad diese Entscheidung, allerdings sollten todeswürdige Verbrechen weiterhin bei den drei ungebotenen Dingen auf dem Sendberg vor dem scultetus des Landgrafen verhandelt werden.
Vorsitzender des Gerichts war, wie ausdrücklich bezeugt ist, ein vom Landgrafen eingesetzter Beamte – der scultetus oder centurio (Schultheiß oder Zentgraf).

### Gericht am Spieß
Das Gericht wurde wohl gegen Ende des 13. Jahrhunderts unter Landgraf Heinrich I. von Hessen nach Frielendorf bzw. an den Spießturm verlegt und dem Amt Homberg untergeordnet, wo Widekind von Holzheim im Jahre 1273 als der erste Amtmann bezeugt ist. Es wurde in der Folge teils als „Gericht Frielendorf“, teils als „Gericht am Spieß“ oder „Gericht Spieskappel“ bezeichnet. Das Amt Homberg umfasste dann die Bezirke von sechs Gerichten: Gericht auf der Schwalm, Gericht auf der Efze, Hintergericht, Gericht Vernegau, Gericht am Walde und Gericht am Spieß (Gericht Frielendorf, ehemals Gericht auf dem Sendberg). 
Zum Gericht am Spieß gehörten laut Salbuch von 1537 noch immer die Orte Frielendorf, Ebersdorf, Gebersdorf, Leimsfeld, Linsingen, Obergrenzebach, Oberkappel, Seigertshausen und Todenhausen sowie der landgräfliche Teil von Lanertshausen.
1542 wurde das Gericht dem Amt Ziegenhain zugeordnet. 
Zum Gerichtsbezirk des Gerichts Frielendorf gehörten im letzten Quartal des 18. Jahrhunderts die Dörfer Frielendorf, Gebersdorf, Leimsfeld, Linsingen, Spieskappel und Todenhausen.
Koordinaten: 50° 58′ 47″ N, 9° 18′ 16″ O